# Xiaodian, Anhui
Xiaodian (kinesiska: 小甸) är en köping i östra Kina. Den ligger i Shou härad i staden Huainan i provinsen Anhui, omkring 51 kilometer nordväst om provinshuvudstaden Hefei. Antalet invånare är 49564. Befolkningen består av 24 469 kvinnor och 25 095 män. Barn under 15 år utgör 17,0 %, vuxna 15-64 år 69 %, och äldre över 65 år 12,0 %.